# Плявіняс
Плявіняс (нім. Stockmannshof) — місто в Латвії.

## Назва
- Плявніс (латис. Pļaviņas;  вимова)
- Штокманнсгоф (нім. Stockmannshof)

## Історія

### Городище та замок
Найдавніші свідчення існування постійних поселень на території сучасного Плявіняс належать до III—V століть н. е. і відомі за археологічними знахідками з городища Локстенес, імовірно заснованого народом селів. Інтенсивне зростання поселення починається з приходом латгалів у V—VI століттях і триває до середини XI століття.
Перша згадка про заснований на місці городища замок Локстен, підпорядкований ризькому архієпископу, відноситься до першої половини 1354 року. У 1375 році замок був розграбований військом великого князя литовського Кейстута під час литовського вторгнення. Замок мав важливе стратегічне значення, був відновлений і виконував свої функції щонайменше до початку другої чверті XV століття, після чого втратив своє значення через припинення литовських походів.
15 вересня 1437 року ризький архієпископ передав замок і маєток у ленне володіння лицарю Йоганну Локсте (чиє прізвище походить від назви річки та замку) та його прийомному сину Аренду Штокману, який згодом успадкував усе майно. До XVII століття за прізвищем нащадків останнього за краєм закріпилася назва Штокманського маєтку (нім. Stockmanns hof).

### Сучасне місто
Поселення на території Штокманської волості під назвою Плявіняс відоме з другої половини XIX століття. Розвиток селища пов'язаний із будівництвом Ризько-Орловської залізниці та її відкриттям у 1861 році. У 1878 році відкрилася аптека, у 1894 році побудовано скляний завод, згодом зруйнований під час Першої світової війни. На межі століть у Плявіняс уже були численні склади й торгові точки, поштова станція, залізнична станція, підприємства з видобутку та випалу доломіту, заїжджий двір і два трактири. У 1902 році відкрито Штокмансько-Вецґулбенську вузькоколійну залізничну лінію.
У 1917 році в Плявіняс була встановлена радянська влада. У 1918 році в Штокманській волості було створено тимчасовий революційний комітет, який займався організацією встановлення радянської влади в навколишніх волостях. У селищі був створений т. зв. Малієнський (Вецґулбенський) революційний трибунал.
Під час боротьби за незалежність Латвії влада більшовиків була повалена, і в липні 1919 року до Плявіняса передислокувався штаб Курземської дивізії. Незабаром тут був заснований штаб усього Східного фронту, командування яким прийняв Яніс Балодіс. 16 жовтня 1919 року Я. Балодіс був проголошений головнокомандувачем латвійської армії. На згадку про ці події у 1934 році тут була встановлена меморіальна дошка.
Права міста надано 26 квітня 1927 року одночасно з приєднанням до Плявіняса сусіднього населеного пункту Гостиня. Однак у 1930 році за проханням жителів Гостиня була виключена зі складу міста.
У 1949 році місто стало районним центром. Тут розміщувалися виконавчий комітет, районні суд і прокуратура, фінансовий відділ і банк. У 1956 році місто Гостиня знову увійшло до складу Плявіняса. У 1959 році район було ліквідовано.
Наприкінці 1960-х — на початку 1970-х років за 30 км на захід від міста почалося будівництво найбільшої в Прибалтиці Плявінської ГЕС і створення однойменного водосховища. Унаслідок цього була затоплена значна частина мальовничої долини Даугави і безліч пам’яток природи та історії, зокрема легендарна скеля Стабурагс. У зв’язку із затопленням прибережних вулиць частина мешканців міста була переселена до нових чотириповерхових будинків. Городище Локстенес також було затоплено.